# Geissorhiza geminata
Geissorhiza geminata är en irisväxtart som beskrevs av Ernst Meyer och John Gilbert Baker. Geissorhiza geminata ingår i släktet Geissorhiza och familjen irisväxter. Inga underarter finns listade i Catalogue of Life.